# Suerri
Suerri és un lloc deshabitat, pertanyent al municipi d'Areny de Noguera, a la Ribagorça.
El poble es troba a la capçalera del barranc de Sant Romà, a 810 metres d'altitud. L'edifici més destacat és l'església de Santa Llúcia (que també bateja el barranc esmentat). És una construcció romànica de nau amb absis i creuer rectangular. L'altar, romànic avançat del segle xiii, està dedicat a Sant Vicenç. Actualment es conserva al Museu Diocesà de Lleida.
Suerri ja és citat l'any 979. Durant tot el mil·lenni va estar escassament habitat: es detallen cinc famílies a l'època medieval i una trentena cap mitjans del segle xix. Fins al 1965 formava part de l'antic municipi de Cornudella de Valira. Es va despoblar a finals del segle xx.